# Zwartborstlijster
De zwartborstlijster (Turdus dissimilis) is een zangvogel uit de familie lijsters (Turdidae).

## Verspreiding en leefgebied
Deze soort komt voor in Bangladesh, China, India, Myanmar, Thailand en  Vietnam.